# Energa
Energa S.A. — польський енергетичний холдинг зі штаб-квартирою в Гданську. Зайнятий у галузі виробництва, розподілу та реалізації електроенергії, є постачальником електроенергії для близько 2,7 мільйонів користувачів, що становить близько 17 % частки на ринку електроенергії в Польщі.
Створена внаслідок злиття компаній «Koncern Energetyczny ENERGA SA» та «Zespół Elektrowni Ostrołęka SA».
«Grupa Energa» є третім за величиною оператором системи розподілу за обсягом доставленої енергії в країні. Група має понад 3 мільйони клієнтів. Розподільна мережа складається з ліній електропередач довжиною понад 193 000 км, охоплює майже 77 тис. км² — близько 25 % території країни.
17 вересня 2019 року група «Grupa Energa» першою в Польщі отримала фінансування за формулою поворотного кредиту. Обсяг залучених коштів становить 2 млрд zł на розвиток потужностей з виробництва відновлюваної енергії.
«Energa» оперує трьома вітроелектростанціями загальною потужністю 165 МВт (електростанції «Bystra», «Karcino», «Karścino») та реалізує два вітрові проекти: «Myślino» та «Parsówek».
На території шахти «Адамув» у гміні Пшикона будується вітроелектростанція потужністю 30 МВт. Надалі планується побудувати сонячну ферму та енергетичний банк.
20 листопада 2019 року компанія «PKN Orlen» подала запит до ЄС про дозвіл на поглинання енергетичної групи «Energa», а 31 березня 2020 року отримала дозвіл на об'єднання активів з «Energa SA».

## Структура
До структури групи входять такі підрозділи та підприємства:
- Управління «Energa SA»
- Energa-Operator SA (дистрибуція електроенергії[11]),
- Energa-Obrót SA (торгівля на внутрішньому та міжнародному оптовому ринку електроенергії та продаж енергії для приватних та корпоративних клієнтів[12]),
- Energa Elektrownie Ostrołęka SA — є найбільшим виробником електроенергії та тепла на північному сході Польщі. Компанія є піонером польського енергетичного сектора у використанні рослинної біомаси. Має найбільший в країні енергоблок зі псевдозрідженим шаром потужністю 35 МВт.
- Energa Bio Sp. z o.o. (будівництво біогазових станцій)[13]
- Energa Invest (реалізація проектів, спрямованих на залучення нових джерел виробництва енергії)[14],
- Energa-Oświetlenie
- Energa Informatyka i Technologie Sp. z o.o.[15]
- Energa OPEC Sp. z o.o.
- Energa Wytwarzanie SA.

Філії компанії розташовані у Гданську, Каліші, Ольштині, Плоцьку, Кошаліні та Торуні.
Компанія постачає електроенергію у північній та центральній Польщі (75 000 км² — майже 1/4 території країни) і є основним постачальником у Поморському та частині Вармінсько-Мазурського, Західнопоморського, Великопольського, Лодзинського, Мазовецького та Куявсько-Поморського воєводств.
Загальні доходи групи у 2012 році склали майже 11,4 млрд zł, доходи від продажів — понад 11 150 млн zł.